# Melissa Rauch
Melissa Ivy Rauch (Marlboro, Nueva Jersey, 23 de junio de 1980) es una actriz y comediante estadounidense, conocida por su papel de Bernadette Rostenkowski en la comedia The Big Bang Theory, y por ser la voz de Harley Quinn en la película animada del 2017, Batman y Harley Quinn.

## Biografía

### Primeros años
Melissa Ivy Rauch nació en Marlboro, New Jersey; estudió Artes y Actuación en el Marymount Manhattan College. Además, creció en el seno de un hogar judío.

### Carrera
Licenciada en Bellas Artes en Actuación por el Marymount Manhattan College. Es conocida por su papel de Bernadette Rostenkowski en The Big Bang Theory. A lo largo de su carrera ha participado en varias series de televisión como Kath & Kim, True Blood o Best Week Ever. En cine, además de guionizar, dirigir y producir el cortometraje The Condom Killer, ha participado en películas como I Love You, Man y Delirious.
Melissa siempre supo que la comedia era lo suyo; durante su época de estudiante solía presentarse como comediante en vivo en toda Manhattan, hasta que comenzó a hacerse un nombre por sí misma en la escena humorística neoyorkina. En el año 2009 consiguió el papel recurrente de Bernadette en la comedia de Warner Channel The Big Bang Theory y en 2010 la ascendieron a habitual como la novia y posterior esposa de Howard Wolowitz.
Desde 2023 interpreta a la juez Abby Stone en Juzgado de guardia de WBtv.

### Vida personal
Actualmente Melissa vive en Los Ángeles, California, con Winston Beigel, su compañero de escritura y esposo. El 4 de diciembre de 2017 nació su hija Sadie Beigel. El 4 de mayo de 2020, anunció el nacimiento de su segundo hijo, Brooks.

## Filmografía
| Año  | Título                     | Rol                                | Notas                                    |
| ---- | -------------------------- | ---------------------------------- | ---------------------------------------- |
| 2006 | Delirious                  | Megan                              |                                          |
| 2009 | I Love You, Man            | Corredora                          |                                          |
| 2009 | The Condom Killer          | Audra                              | Corto. También productora                |
| 2009 | Adventureland              | Mujer en restaurante               | Sin acreditar                            |
| 2013 | In Lieu of Flowers         | Carrie                             |                                          |
| 2014 | Are You Here               | Marie                              |                                          |
| 2015 | The Bronze                 | Hope Ann Greggory                  | También escritora y productora ejecutiva |
| 2016 | Ice Age: Collision Course  | Francine                           | Voz, cameo                               |
| 2016 | Flock of Dudes             | Jamie                              |                                          |
| 2017 | Batman and Harley Quinn    | Harley Quinn / Dr. Harleen Quinzel | Voz, directo a video                     |
| 2019 | Ode to Joy                 | Bethany                            |                                          |
| 2019 | The Laundromat             | Melanie Martin                     |                                          |
| 2020 | Cats & Dogs 3: Paws Unite! | Gwen                               | Voz, directo a video                     |

| Año       | Título                            | Rol                                 | Notas                                                                   |
| --------- | --------------------------------- | ----------------------------------- | ----------------------------------------------------------------------- |
| 2007      | 12 Miles of Bad Road              | Bethany                             | 3 episodios                                                             |
| 2008–2009 | Kath & Kim                        | Tina                                | Temporada 1 (recurrente; 6 episodios)                                   |
| 2009–2019 | The Big Bang Theory               | Bernadette Rostenkowski             | Temporada 3 (recurrente; 5 episodios) Temporadas 4–12 (Rol protagónico) |
| 2010      | The Office                        | Cathy Duke                          | Episodio: "The Delivery"                                                |
| 2010      | True Blood                        | Summer                              | Temporada 3 (recurrente; 6 episodios)                                   |
| 2010      | Wright vs. Wrong                  | Daisy Cake                          | Film para TV                                                            |
| 2014      | Jake and the Never Land Pirates   | First-Mate Mollie                   | Voz, episodio: "Smee-erella"                                            |
| 2014      | Teenage Fairytale Dropouts        | Miss Macabre                        | Episodio: "Something Wicked This Way Substitutes"                       |
| 2014      | The Hotwives of Orlando           | Calliope                            | Episodio: "Say You, Séance"                                             |
| 2015      | Sofia the First                   | Hada Tizzy                          | Voz, 2 episodios                                                        |
| 2015      | Scooby-Doo! and the Beach Beastie | Kiki                                | Voz, film para TV                                                       |
| 2017      | Star vs. the Forces of Evil       | Baby                                | Voz, episodio: "Baby"                                                   |
| 2017      | Marvel's Ant-Man                  | La Avispa                           | Voz, 2 episodios                                                        |
| 2017      | Blaze and the Monster Machines    | Ladrona de la luz                   | Voz, episodio: "Light Riders"                                           |
| 2019      | Black Monday                      | Shira                               | 2 episodios                                                             |
| 2019      | Robot Chicken                     | Betty Spaghetty, Rainbow Brightstar | Voz, episodio: "Molly Lucero in: Your Friend's Boob"                    |
| 2020      | Animaniacs                        | Marie Antoinette                    | Voz, episodio: "France France Revolution"                               |
| 2021      | Jeopardy!                         | Melissa Rauch (voz)                 | Temporada 38 (anfitriona invitada; 10 episodios)                        |
| 2022      | Firebuds                          | Beth Bayani                         | Voz, 3 episodios                                                        |
| 2022      | Celebrity Jeopardy!               | Ella misma                          | Concursante                                                             |
| 2023–2025 | Night Court                       | Jueza Abby Stone                    | Rol protagónico y productora ejecutiva.                                 |